# Dorothy Heyward
Dorothy Heyward (Wooster, 6 de juny de 1890-Nova York, 19 de novembre de 1961) va ser una comediógrafa nord-americana.
Va estudiar a les universitats de Colúmbia i Harvard. En 1924 va escriure la seva primera obra, Nancy Ann, amb la qual va obtenir molt bones crítiques, èxit de públic i el premi de teatre de la Universitat Harvard.
En 1927 escriu en col·laboració amb el seu marit, DuBose Heyward, el drama Porgy, sobre el que s'escriuria l'òpera Porgy and Bess.
Altres obres escrites en col·laboració amb el seu marit van ser Mamba’s Daughters (1939), South Pacific (1944) i Set My People Free (1948).
També va escriure novel·les, en aquest cas sense col·laboració. Una de les seves obres d'aquest gènere, Three-a-Day (1930), va guanyar el Premi Pulitzer.